# Cymru North
La Cymru North es una liga de fútbol regional de Gales formada por equipos de la zona norte. Fue creada en 2019 y junto a la Cymru South forman la segunda categoría del fútbol galés.

## Equipos 2025-26
| Club                | Localidad    | Estadio                 |
| ------------------- | ------------ | ----------------------- |
| Airbus UK Broughton | Broughton    | The Airfield            |
| Brickfield Rangers  | Wrexham      | Clywedog Park           |
| Buckley Town        | Buckley      | The Globe               |
| Caersws             | Caersws      | Recreation Ground       |
| Denbigh Town        | Denbigh      | Central Park            |
| Flint Mountain      | Flint        | Cae-y-Castell           |
| Gresford Athletic   | Gresford     | The Rock                |
| Guilsfield          | Guilsfield   | Community Centre Ground |
| Holyhead Hotspur    | Holyhead     | The New Oval            |
| Holywell Town       | Holywell     | Halkyn Road             |
| Llandudno           | Llandudno    | OPS Wind Arena          |
| Mold Alexandra      | Mold         | Alyn Park               |
| Newtown             | Newtown      | Latham Park             |
| Penrhyncoch         | Penrhyn-coch | Cae Baker               |
| Rhyl 1879           | Rhyl         | Belle Vue               |
| Ruthin Town         | Ruthin       | Memorial Playing Fields |

## Campeones
| Temporada | Campeón             |
| --------- | ------------------- |
| 2019-20   | Prestatyn Town      |
| 2021-22   | Airbus UK Broughton |
| 2022-23   | Colwyn Bay          |
| 2023-24   | Holywell Town       |
| 2024-25   | Colwyn Bay          |

## Títulos por club
| Club                | Campeón | Años campeón     |
| ------------------- | ------- | ---------------- |
| Colwyn Bay          | 2       | 2022-23, 2024-25 |
| Prestatyn Town      | 1       | 2019-20          |
| Airbus UK Broughton | 1       | 2021-22          |
| Holywell Town       | 1       | 2023-24          |